# Futbol'nyj Klub Mariupol'
Il Futbol'nyj Klub Mariupol' (in ucraino ФК Маріуполь?, traslitt. anglosassone FC Mariupol), è stata una società di calcio ucraina con sede nella città di Mariupol'.

## Storia
Il club venne fondato nel 1960 come Metalurh Mariupol' e durante l'era sovietica non riuscì a raggiungere alcun risultato sportivo degno di nota. Dopo la dissoluzione dell'Unione Sovietica, il Metalurh assunse la denominazione di Illičivec nel 2003. Nel 1997 è stato promosso nel massimo campionato ucraino, e da allora ha collezionato tre quarti posti. Nella stagione 2006-2007 è stata retrocessa in Perša Liga.
Lo Stadio Volodymyr Bojko, che ospita le partite interne, ha una capacità di 12.680 spettatori.

## Cronistoria del nome
- 1960: Fondato come Azovstal
- 1966: rinominato in Azovec'
- 1971: rinominato in Metalurh
- 1974: rinominato in Lokomotiv
- 1977: rinominato in Novator .
- 1992: rinominato in Azovec'
- 1996: rinominato in Metalurh
- 2002: rinominato in Illičivec'
- 2017: rinominato in Mariupol'

## Organico

### Rosa 2021-2022
Aggiornata al 10 marzo 2022.
| N. |                    | Ruolo | Calciatore                |
| -- | ------------------ | ----- | ------------------------- |
| 2  | Ucraina (bandiera) | D     | Oleksij Bykov             |
| 4  | Ucraina (bandiera) | D     | Serhij Čobotenko          |
| 6  | Ucraina (bandiera) | C     | Maksym Čech               |
| 7  | Ucraina (bandiera) | C     | Dmytro Topalov            |
| 8  | Ucraina (bandiera) | C     | Oleh Očeret'ko            |
| 9  | Ucraina (bandiera) | C     | Dmytro Myšn'ov (capitano) |
| 11 | Ucraina (bandiera) | C     | Oleksij Kaščuk            |
| 12 | Ucraina (bandiera) | P     | Mykyta Turbaevs'kij       |
| 19 | Ucraina (bandiera) | C     | Mychajlo Chromej          |
| 20 | Ucraina (bandiera) | C     | Artur Mykytyšyn           |
| 21 | Ucraina (bandiera) | A     | Bohdan V"junnyk           |
| 22 | Ucraina (bandiera) | C     | Rodion Plaksa             |
| 23 | Ucraina (bandiera) | C     | Ivan Koškoš               |

| N. |                    | Ruolo | Calciatore          |
| -- | ------------------ | ----- | ------------------- |
| 32 | Ucraina (bandiera) | D     | Eduard Kozik        |
| 33 | Ucraina (bandiera) | C     | Denys Šostak        |
| 50 | Ucraina (bandiera) | A     | Danylo Goncharuk    |
| 55 | Ucraina (bandiera) | D     | Oleksandr Drambajev |
| 71 | Ucraina (bandiera) | C     | Denys Svityukha     |
| 77 | Ucraina (bandiera) | C     | Andrij Kulakov      |
| 80 | Ucraina (bandiera) | C     | Andrij Kucharuk     |
| 86 | Ucraina (bandiera) | D     | Danylo Udod         |
| 88 | Ucraina (bandiera) | P     | Javhen Hal'čuk      |
| 91 | Ucraina (bandiera) | C     | Mykyta Peterman     |
| 95 | Ucraina (bandiera) | D     | Petro Stasjuk       |
| 97 | Ucraina (bandiera) | C     | Artem Kholod        |
| 99 | Ucraina (bandiera) | D     | Kyrylo Meličenko    |

### Rosa 2017-2018
| N. |                    | Ruolo | Calciatore         |
| -- | ------------------ | ----- | ------------------ |
| 1  | Ucraina (bandiera) | P     | Evgen Galchuk      |
| 4  | Ucraina (bandiera) | D     | Serhij Čobotenko   |
| 6  | Ucraina (bandiera) | C     | Vitalij Vicenec'   |
| 7  | Ucraina (bandiera) | A     | Ruslan Kisil       |
| 8  | Ucraina (bandiera) | C     | Vitalij Kol'cov    |
| 9  | Ucraina (bandiera) | C     | Dmytro Myšn'ov     |
| 11 | Ucraina (bandiera) | C     | Vyacheslav Churko  |
| 12 | Ucraina (bandiera) | P     | Rustam Chudžamov   |
| 13 | Ucraina (bandiera) | D     | Serhij Javors'kyj  |
| 14 | Ucraina (bandiera) | P     | Ihor Levchenko     |
| 17 | Senegal (bandiera) | C     | Roger Gomis        |
| 19 | Ucraina (bandiera) | D     | Ihor Tyščenko      |
| 20 | Ucraina (bandiera) | D     | Igor Kiryukhantsev |
| 22 | Ucraina (bandiera) | C     | Andrij Totovyc'kyj |

| N. |                    | Ruolo | Calciatore             |
| -- | ------------------ | ----- | ---------------------- |
| 23 | Ucraina (bandiera) | D     | Oleksandr Nasonov      |
| 24 | Ucraina (bandiera) | D     | V″jačeslav Tankovs'kyj |
| 29 | Ucraina (bandiera) | D     | Denys Kožanov          |
| 30 | Ucraina (bandiera) | D     | Maksym Bilyj           |
| 31 | Brasile (bandiera) | D     | Eriks Santos           |
| 32 | Ucraina (bandiera) | C     | Artur Avagymyan        |
| 39 | Ucraina (bandiera) | A     | Andrij Borjačuk        |
| 50 | Ucraina (bandiera) | C     | Serhij Bolbat          |
| 79 | Ucraina (bandiera) | D     | Serhiy Vakulenko       |
| 86 | Ucraina (bandiera) | A     | Ruslan Fomin           |
| 88 | Ucraina (bandiera) | C     | Serhiy Rudyka          |
| 94 | Ucraina (bandiera) | C     | Serhiy Horbunov        |
| 96 | Ucraina (bandiera) | A     | Artem Merkushov        |

## Rose delle stagioni precedenti
- 2011-2012

## Palmarès

### Competizioni nazionali
- Perša Liha: 2

2007-2008, 2016-2017
- Druha Liha: 1

1995-1996 (Girone B)

### Altri piazzamenti
- Coppa d'Ucraina:

Semifinalista: 2000-2001, 2005-2006, 2017-2018, 2019-2020
- Perša Liha:

Terzo posto: 1996-1997
- UEFA Fair Play ranking: 1

2003-2004

## Statistiche e record

### Statistiche nelle competizioni UEFA
Tabella aggiornata alla fine della stagione 2018-2019.
| Competizione                  | Partecipazioni | G | V | N | P | RF | RS |
| ----------------------------- | -------------- | - | - | - | - | -- | -- |
| Coppa UEFA/UEFA Europa League | 2              | 8 | 3 | 2 | 3 | 9  | 10 |